# Sleepers (film)
Pour l’article homonyme, voir Sleeper.
Pour plus de détails, voir Fiche technique et Distribution.
Sleepers, ou La Correction au Québec, est un film américain réalisé par Barry Levinson, sorti en 1996.
Il s'agit de l'adaptation du roman du même titre de Lorenzo Carcaterra, paru en 1995.
Il est présenté hors compétition à l'ouverture de la Mostra de Venise 1996.

## Synopsis

### De 1966 à 1968
En 1967, dans le quartier new-yorkais de Hell's Kitchen à Manhattan, quatre jeunes amis inséparables, Shakes, Michael, John et Tommy, vivent dans les rues sous le regard bienveillant du père Bobby. Malgré l'attention de l'homme d'Église pour maintenir les quatre copains sur la bonne voie, ceux-ci mènent une vie difficile, marquée notamment par leur rencontre avec King Benny, le parrain local de la pègre. Ce dernier leur confie des petits boulots tels que transporter des fonds. Ils ont une amie, Carol, qui les suit dans leurs aventures.
Leur destinée est bouleversée par une farce qui tourne au drame lorsque le chariot à hot dog qu'ils viennent de dérober devient l'instrument d'un grave accident manquant de tuer un passant. Après leur procès, ils sont condamnés et envoyés pour un an dans une maison de redressement pour mineurs, Wilkinson Home For Boys, une des plus strictes de l'État de New York.
À Wilkinson, les geôliers sont des sadiques, battant et violant les jeunes garçons dont ils ont la garde. Le quatuor tente de prendre sa revanche contre les gardiens en utilisant le match « amical » de football américain avec les gardiens pour ce faire, avec l'aide de Rizzo, un adolescent noir leader des autres détenus. Cela ne résulte qu'en l'envoi des cinq gamins en isolement, Rizzo finissant battu à mort par les gardiens, la cause de la mort étant officiellement attribuée à une pneumonie. Les adolescents font alors un pacte qui les lie dans le silence.

### 1981: élément perturbateur
Des années plus tard, John et Tommy, devenus des criminels notoires et ultra-violents, croisent dans un bar Sean Nokes, l'un des gardiens pédocriminels devenu, depuis, un agent de sécurité, et l'abattent en public de plusieurs balles après lui avoir demandé s'il se souvenait d'eux.

### Le procès
À ce moment s'ouvre un nouveau procès. Mais Michael, devenu procureur, et Shakes journaliste, sont bien décidés à se venger de leurs bourreaux d'autrefois en éliminant, légalement ou non, les autres gardiens et en défendant leurs amis. Inspiré par le roman de son enfance Le Comte de Monte-Cristo dont il lit une page chaque jour, Michael s'arrange pour se voir confier l'accusation dans le procès. Il souhaite perdre le procès tout en confrontant leurs anciens tortionnaires à la justice des tribunaux mais aussi à la justice de la rue, par l'intermédiaire de la pègre de Brooklyn. Malgré leurs activités illégales, ces criminels notoires n'en restent pas moins hostiles à la maltraitance des enfants. Ils s’associent à Carol, aujourd'hui assistante sociale.
Ralph Ferguson, ancien gardien et le meilleur ami de Sean Nokes, vient témoigner en faveur de son ami mort. Il est finalement forcé d'admettre devant la Cour qu'il a pris part à des séances de torture et de viol. Il perd son emploi de travailleur social, sa femme et ses enfants.
Adam Styler, gardien devenu policier, est toujours adepte des viols et brutalités sur les jeunes garçons qu'il arrête dans le cadre de son travail. Il rackette également les dealers de drogue de son ressort, tuant ceux qui se refusent à son chantage. Shakes remet un dossier à charge très complet constitué par Michael au fil des ans, à Davenport, un "bœuf-carotte" honnête, neveu de King Benny. King Benny, regrettant de ne pas avoir pu faire plus pour les quatre garçons, met à contribution tout son réseau pour les aider à se venger. Styler est arrêté pour meurtre.
Le dernier surveillant, Henry Addison, devenu un homme politique et s'étant endetté chez des usuriers pour se payer les services sexuels de garçons, voit ses dettes transférées et rachetées par King Benny. Il les revend à Little Cesar, un prêteur sur gages qui s'avère aussi être le frère aîné de Rizzo. Incapable de rembourser, Addison est abattu par les hommes de main de Little Cesar, vengeant ainsi la mort de Rizzo.
John et Tommy sont finalement innocentés grâce au père Bobby. Informé par Shakes des tortures qu'ils ont subies à Wilkinson, et après avoir longuement hésité à se parjurer en donnant un faux témoignage pour sauver ses protégés, il opte lui aussi pour la vengeance.
La vengeance aura eu raison de la justice de l’État et les quatre amis, de nouveau réunis, pourront enfin vivre un court moment de paix.

### Dénouement
Seuls Michael et Shakes sortent indemnes de cette histoire.
Tommy sera retrouvé criblé de balles avec son chapelet fétiche en poche et John sera lui aussi retrouvé mort, victime d'une chute en étant ivre.
Michael choisit de vivre en Angleterre en travaillant comme menuisier.
Shakes, lui, obtient une petite promotion dans le journal pour lequel il travaille.
Carol a eu un enfant, nommé d'après tous les membres du quatuor et qu'elle surnomme Shakes.

## Fiche technique
Sauf indication contraire, les informations mentionnées dans cette section peuvent être confirmées par la base de données cinématographiques IMDb,  présente dans la section « Liens externes ».
- Titre original et français : Sleepers
- Titre québécois : La Correction[3]
- Réalisation : Barry Levinson
- Scénario : Barry Levinson, d'après le roman de Lorenzo Carcaterra
- Musique : John Williams
- Direction artistique : Tim Galvin
- Décors : Kristi Zea (de)
- Costumes : Gloria Gresham
- Photographie : Michael Ballhaus
- Montage : Stu Linder
- Production : Steve Golin et Barry Levinson
  - Coproduction : Lorenzo Carcaterra
  - Production déléguée : Peter Giuliano
  - Production associée : Gerrit van der Meer (en)
- Sociétés de production : Baltimore Pictures, PolyGram Filmed Entertainment, Propaganda Films et Warner Bros.
- Sociétés de distribution : Warner Bros. (États-Unis), PolyGram Film Distribution (France), Ascot Elite[4] (Suisse romande)
- Budget : 44 millions de dollars[réf. nécessaire]
- Pays de production :  États-Unis
- Langue originale : anglais
- Format : couleur et noir et blanc – 2,35:1 – 35 mm — son DTS, SDDS et Dolby Digital
- Genre : drame
- Durée : 147 minutes
- Dates de sortie[5] :
  - Italie : 28 août 1996 (Mostra de Venise)[1]
  - États-Unis, Québec[3] : 18 octobre 1996
  - France : 30 octobre 1996
  - Suisse romande : 6 décembre 1996
- Classification :
  - États-Unis : R (Restricted)
  - France : interdit aux moins de 12 ans

## Distribution
Sauf indication contraire, les informations mentionnées dans cette section peuvent être confirmées par la base de données cinématographiques IMDb,  présente dans la section « Liens externes ».
- Jason Patric (VF : Pierre Baux ; VQ : Daniel Picard) : Lorenzo Carcaterra alias « Shakes » / le narrateur
- Brad Pitt (VF : Thibault de Montalembert ; VQ : Alain Zouvi) : Michael Sullivan
- Robert De Niro (VF : Jacques Frantz ; VQ : Jean-Marie Moncelet) : le père Robert « Bobby » Carrillo
- Minnie Driver (VQ : Élise Bertrand) : Carol Martinez
- Kevin Bacon (VF : Bruno Wolkowitch ; VQ : Gilbert Lachance) : Sean Nokes
- Dustin Hoffman (VF : Dominique Collignon-Maurin ; VQ : Guy Nadon) : Danny Snyder
- Ron Eldard (VF : Éric Métayer ; VQ : Pierre Auger) : John Reilly
- Billy Crudup (VF : Guillaume Orsat ; VQ : François Godin) : Tommy Marcano
- Bruno Kirby (VF : Patrice Dozier ; VQ : Pascal Gruselle) : le père de « Shakes »
- Jeffrey Donovan : Henry Addison
- Terry Kinney (VF : Éric Herson-Macarel ; VQ : Claude Préfontaine) : Ralph Ferguson
- Vittorio Gassman (VF : Philippe Laudenbach ; VQ : Aubert Pallascio) : King Benny
- Joe Perrino (en) (VF : Alexis Tomassian ; VQ : Inti Chauveau) : Lorenzo Carcaterra alias « Shakes » jeune
- Geoffrey Wigdor (VF : Donald Reignoux) : John Reilly jeune
- Brad Renfro : Michael Sullivan jeune
- Jonathan Tucker (VF : Pascal Grull) : Tommy Marcano jeune
- Dash Mihok (VF : Christophe Lemoine ; VQ : Olivier Visentin) : K. C.
- James Pickens Jr. (VF : Thierry Desroses ; VQ : François L'Écuyer) : Marlboro
- John Slattery (VF : Vincent Violette ; VQ : Thierry Langerak) : Ron Carlson
- Wendell Pierce (VF : Jean-Michel Martial ; VQ : Pierre Chagnon) : Little Caesar
- Frank Medrano (VF : Gérard Boucaron ; VQ : Serge Turgeon) : Fat Mancho
- Eugene Byrd (VF : Maël Davan-Soulas) : Rizzo

## Production
Le scénario s'inspire du roman Sleepers de Lorenzo Carcaterra. Ce dernier affirme que l'histoire était vraie. Cependant, aucune trace d'une telle histoire ne fut retrouvée dans les archives de l'État de New York,.
Le film est tourné à Brooklyn, et également à Manhattan. L'hôpital Fairfield Hills (en) à Newtown dans l'État du Connecticut a servi de cadre pour la prison d'accueil pour garçons mineurs Wilkinson.
Le restaurant de McHale (no 750, 8th Avenue, au croisement de la 46th Street, à Manhattan) a servi pour tourner la scène de l'assassinat.

## Accueil

### Accueil critique
Sleepers reçoit un accueil critique assez partagé dans les pays anglophones, recueillant 73 % d'avis favorables sur le site Rotten Tomatoes, basé sur 52 commentaires collectés et une note moyenne de 6.6⁄10, mais recueillant un score de 49⁄100 sur le site Metacritic, basé sur 18 commentaires collectés.

### Box-office
Dès sa sortie en salles aux États-Unis, Sleepers est resté premier du box-office pendant les deux premières semaines à l'affiche, avec 29 533 356 dollars de recettes. Finalement, le film a rapporté 53 315 285 dollars de recettes sur le territoire américain. C'est dans les pays étrangers que le film rencontre un important succès, rapportant un total de 165 615 285 dollars de recette au box-office mondial.
En Europe, le film a assez bien marché, totalisant 1 762 652 entrées en France, 1 901 544 entrées en Allemagne, 1 662 177 entrées en Espagne, 2 876 524 entrées au Royaume-Uni et 1 351 969 entrées en Italie.

## Distinctions
(en) Récompenses pour Sleepers sur l’Internet Movie Database

### Récompense
- London Film Critics Circle Awards : meilleure actrice britannique dans un second rôle pour Minnie Driver

### Nominations
- Oscars 1997 : meilleure musique pour John Williams
- Young Artist Awards 1997 :
  - Meilleur jeune acteur pour Joe Perrino (en)
  - Meilleur jeune acteur dans un second rôle pour Geoffrey Wigdor
- YoungStar Awards 1997 : meilleur jeune acteur dans un film dramatique pour Joe Perrino et Brad Renfro